# Dahlia coccinea
 (avril 2013).
Si vous disposez d'ouvrages ou d'articles de référence ou si vous connaissez des sites web de qualité traitant du thème abordé ici, merci de compléter l'article en donnant les références utiles à sa vérifiabilité et en les liant à la section « Notes et références ».
Espèce
Dahlia coccinea est une espèce de plante à fleurs de la famille des Asteraceae, que l'on retrouve entre le Mexique et le Guatemala.
Ce sont des plantes vivaces herbacées, souvent teintées de pourpre, peuvant atteindre trois mètres de hauteur. Les feuilles simples ou triséquées peuvent mesurer 40 cm. Elles sont ovales à elliptiques, dentées et d'un vert foncé. Les inflorescences portent deux à trois fleurs, dressées ou légèrement retombantes. La couleur des fleurs varie entre le jaune, l'orangé, le rouge écarlate et le marron. Les fleurs du disque central sont jaunes.

## Liste des variétés
Selon Tropicos (7 août 2014) (Attention liste brute contenant possiblement des synonymes) :
- variété Dahlia coccinea var. coccinea
- variété Dahlia coccinea var. gentryii (Sherff) Sherff
- variété Dahlia coccinea var. palmeri Sherff
- variété Dahlia coccinea var. steyermarkii Sherff